# Świątynia niebiańska

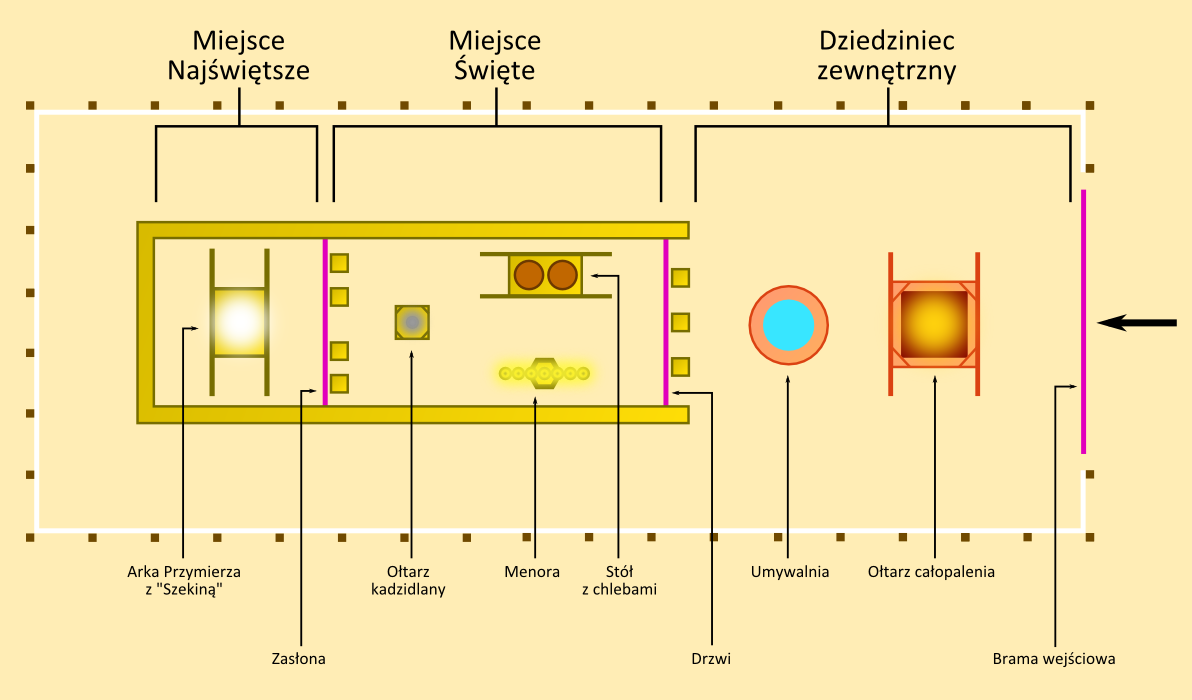
Schemat Przybytku Mojżeszowego

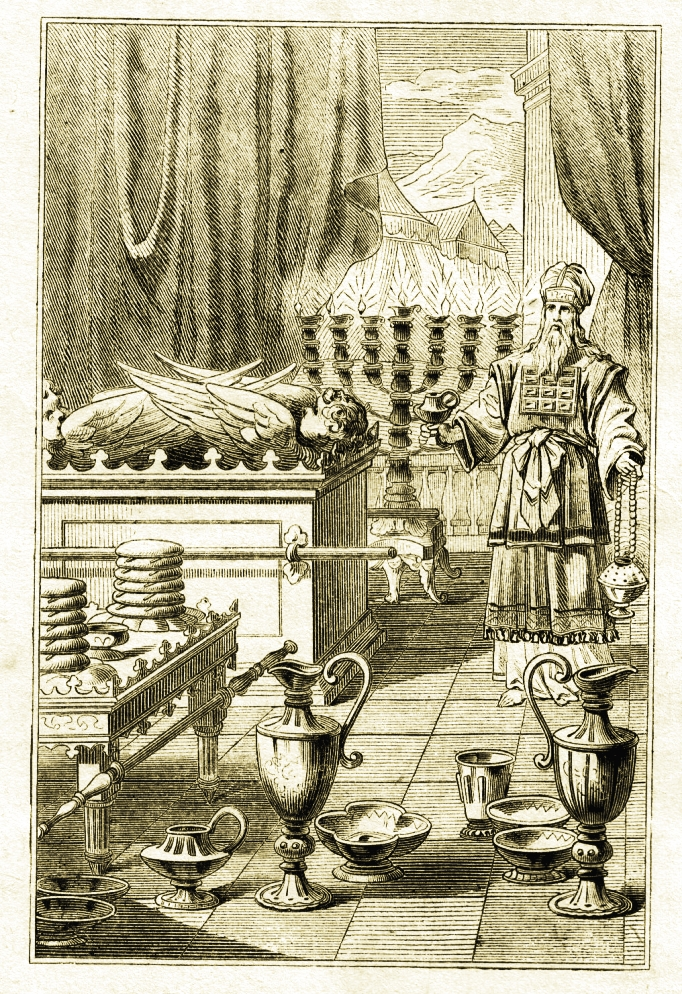
Przybytek Przymierza – rycina ze schrobenhausenowskiego warsztatu Carla Poellath

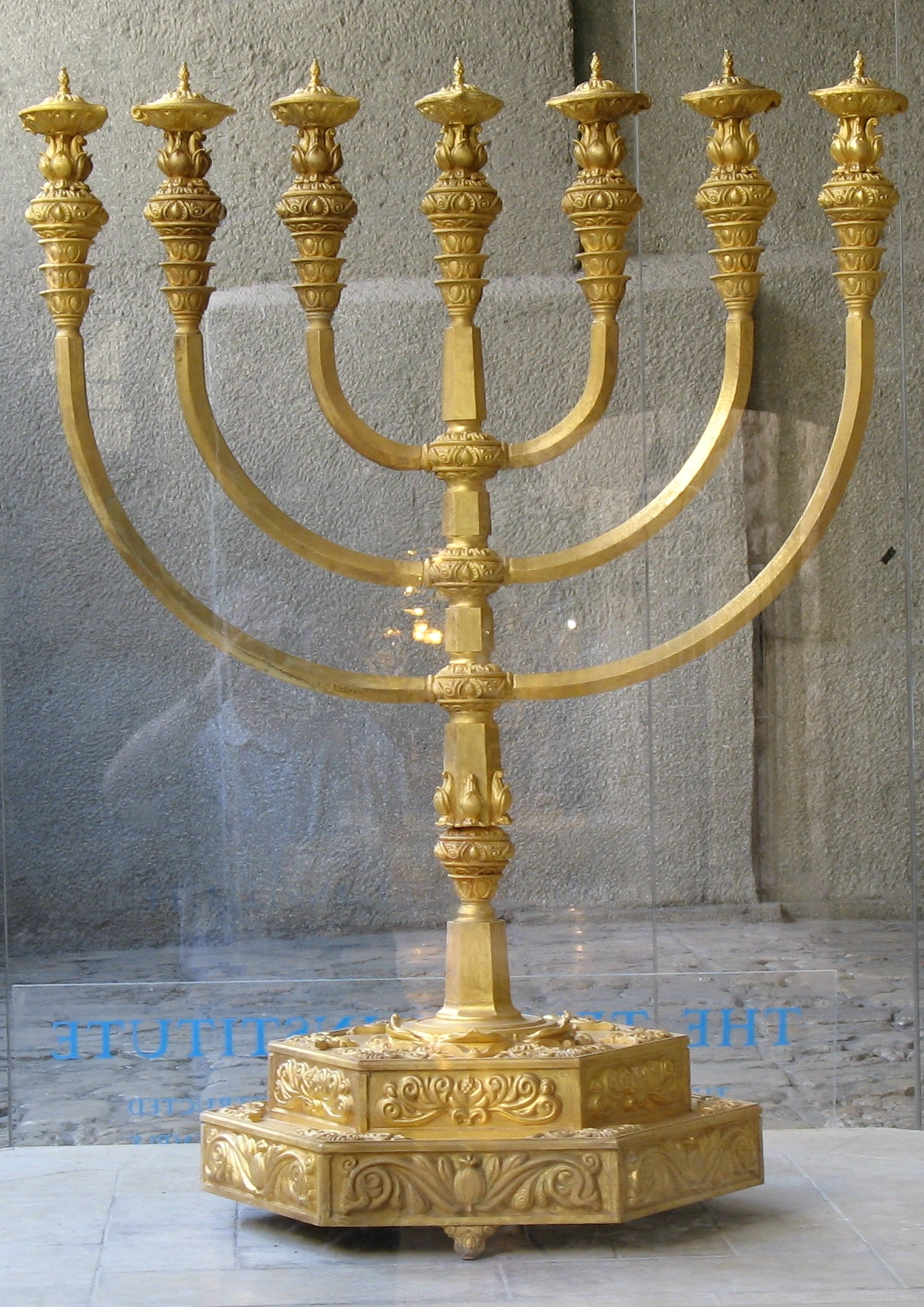
Menora – symbol Ducha Świętego

Świątynia niebiańska (lub świątynia w niebie) – w teologii adwentystów dnia siódmego oznacza realne miejsce w niebie, w którym mieszka Bóg Ojciec i usługuje Jezus Chrystus jako arcykapłan na rzecz ludzkości i jedyny pośrednik między Bogiem a ludźmi. Stanowi ona pierwowzór i niebiański odpowiednik świątyni ziemskiej, którą w pierwszym okresie stanowił Przybytek Mojżeszowy, a następnie Świątynia Jerozolimska. Zdaniem adwentystów dnia siódmego rytuały świątyni ziemskiej miały stanowić dla starożytnego Izraela obraz i symbol przyszłego ofiarowania Jezusa Chrystusa na krzyżu za grzechy świata i jego służby wstawienniczej w świątyni niebiańskiej, którą miał rozpocząć po swoim zmartwychwstaniu i wniebowstąpieniu.
Celem istnienia świątyni niebiańskiej jest kontynuacja dzieła zbawienia człowieka oraz ostatecznego pojednania go z Bogiem po tym, jak Jezus poniósł za niego śmierć na krzyżu. Z tym powiązany jest drugi cel, którym jest ostateczna eliminacja grzechu z życia Wszechświata i przywrócenie w nim harmonii.
Doktryna o świątyni niebiańskiej stanowi jeden z najważniejszych elementów wyróżniających adwentystów dnia siódmego spośród innych chrześcijan (również innych adwentystów) i jest ściśle powiązana z nauczaniem adwentystycznym o proroczym znaczeniu roku 1844.

## Podstawy biblijne
Najważniejsze teksty biblijne, będące podstawą doktryny o niebiańskiej świątyni pochodzą z Listu do Hebrajczyków:
- „Główną zaś rzeczą w tym, co mówimy, jest to, że mamy takiego arcykapłana, który usiadł po prawicy tronu Majestatu w niebie, jako sługa świątyni i prawdziwego przybytku, który zbudował Pan, a nie człowiek” (Hbr 8,1–2).
- „Służą oni w świątyni, która jest tylko obrazem i cieniem niebieskiej, jak to zostało objawione Mojżeszowi, gdy miał budować przybytek: Bacz, powiedziano mu, abyś uczynił wszystko według wzoru, który ci został ukazany na górze” (Hbr 8,5).
- „Lecz Chrystus, który się zjawił jako arcykapłan dóbr przyszłych, wszedł przez większy i doskonalszy przybytek, nie ręką zbudowany, to jest nie z tego stworzonego świata pochodzący, wszedł raz na zawsze do świątyni nie z krwią kozłów i cielców, ale z własną krwią swoją, dokonawszy wiecznego odkupienia” (Hbr 9,11–12).
- „Albowiem Chrystus nie wszedł do świątyni zbudowanej rękami, która jest odbiciem prawdziwej, ale do samego nieba, aby się wstawiać teraz za nami przed obliczem Boga” (Hbr 9,24).

Ponadto apostoł Jan w Księdze Objawienia opisuje widzianą w wizji świątynię Bożą:
- „I otworzyła się świątynia Boża, która jest w niebie, i ukazała się Skrzynia Przymierza jego w świątyni jego; i zaczęło się błyskać i głośno grzmieć, i przyszło trzęsienie ziemi, i spadł wielki grad” (Ap 11,19).

## Struktura świątyni i jej znaczenie
Według doktryny adwentystycznej świątynia niebiańska, tak jak jej ziemski symbol składa się z dwóch pomieszczeń: Miejsca Świętego i Miejsca Najświętszego, w których odbywają się dwie różne fazy pośrednictwa (choć współcześnie niektórzy uważają, że podział na pomieszczenia jedynie symbolizuje obie fazy służby Jezusa). Dziedzińcem dla świątyni jest natomiast sama Ziemia, gdzie Jezus Chrystus poniósł śmierć za ludzkość, co w świątyni ziemskiej było symbolizowane przez ofiary ze zwierząt na dziedzińcu świątynnym.

### Miejsce Święte
W Miejscu Świętym świątyni ziemskiej znajdowały się trzy sprzęty liturgiczne:
- złoty stół z dwunastoma chlebami – symbolizujący „chleb żywota”, którym powinien żywić się każdy wyznawca Jezusa. „Odpowiedział im Jezus: Ja jestem chlebem żywota; kto do mnie przychodzi, nigdy łaknąć nie będzie, a kto wierzy we mnie, nigdy pragnąć nie będzie”[b].
- siedmioramienny świecznik (menora) – symbolizujący Ducha Świętego, jest również symbolem Jezusa, który powiedział o sobie „Ja jestem światłością świata, kto idzie za mną, nie będzie chodził w ciemności, ale będzie miał światłość żywota”[c].
- złoty ołtarz kadzidlany – symbolizujący modlitwy zanoszone do Boga[d].

Według adwentystów, służba wstawiennicza arcykapłana izraelskiego w Miejscu Świętym wskazuje na Jezusa Chrystusa, wstawiającego się u Boga Ojca za każdym człowiekiem, który przyjął przez wiarę pojednanie na mocy śmierci Chrystusa na krzyżu. Służba arcykapłana ziemskiego odbywała się codziennie, co wskazuje na ustawiczność orędowniczej służby Jezusa w świątyni niebiańskiej.

### Miejsce Najświętsze
Po wielkim rozczarowaniu w 1844 r., kiedy to milleryci oczekiwali powrotu Chrystusa na Ziemię, część z nich doszła do wniosku, iż prorocze znaczenie 1844 r. rozpatrywać należy w kontekście wydarzeń mających miejsce w niebie, a nie na Ziemi. Grupa ta dała początek Kościołowi Adwentystów Dnia Siódmego, który uznał, iż w roku 1844 Jezus Chrystus rozpoczął drugą fazę wstawienniczej służby u Boga Ojca w niebie, co zostało wyrażone w opuszczeniu przez Niego Miejsca Świętego i wejściu do Miejsca Najświętszego, na wzór służby świątynnej w Starym Testamencie. Zagadnienie to w teologii adwentystycznej wiąże się ściśle z oczyszczeniem świątyni opisanym w Księdze Daniela 8,13-14, które utożsamiane jest z rozpoczęciem sądu przedadwentowego.
W Miejscu Najświętszym świątyni ziemskiej znajdował się tylko jeden sprzęt liturgiczny, Arka Przymierza, która według adwentystów symbolizowała tron Boży w niebie. Raz tylko w roku, w Dzień Pojednania (Jom Kipur), izraelski arcykapłan wchodził do Miejsca Najświętszego celem rytualnego oczyszczenia go krwią z grzechów ludu Bożego. Zdaniem adwentystów, antytypiczny „Dzień Pojednania” dokonuje się obecnie od 1844 r., kiedy Jezus Chrystus w świątyni niebiańskiej wymazuje grzechy ludu Bożego z niebiańskich ksiąg.
Nieodłącznym elementem tego procesu jest tzw. sąd przedadwentowy, który ma ustalić, kto dostąpi ostatecznego wymazania grzechów oraz wybawienia od zła i śmierci. Jest to służba bezpośrednio poprzedzająca powrót Jezusa na Ziemię, dlatego adwentyści kładą duży nacisk na osobiste przygotowanie swoich serc na to wydarzenie.

### Po opuszczeniu świątyni
W izraelskim Dniu Pojednania ludzie mieli czas na badanie serc i pokutę dopóty, dopóki arcykapłan był w świątyni. Kiedy arcykapłan kończył swą służbę w miejscu najświętszym opuszczał świątynię i tym samym kończył czas łaski dla ludu Bożego. Następnie arcykapłan wymawiał grzechy Izraelitów nad głową wcześniej wylosowanego kozła ofiarnego, który był następnie złożony na ofiarę za grzech, kozioł zaś, na którego padł los dla Azazela - symbolizującego szatana, był wypędzany na pustynię, gdzie ginął (3 Mojż. 16,8-10) zaś osoby, które nie pokutowały były wydalane ze społeczności izraelskiej.
Według adwentystycznej interpretacji, rytuały te ilustrują moment, kiedy Jezus Chrystus kończy pojednawczą służbę w świątyni niebiańskiej i powraca na Ziemię, by uratować ludzi pojednanych z Bogiem. Wtedy ostateczna odpowiedzialność za grzechy, które zbawieni popełnili i wyznali Bogu spadnie na szatana jako tego, który ich do nich nakłonił. Zostanie on wtedy wygnany na opustoszałą Ziemię na tysiąc lat (bezbożni będą w tym czasie martwi). Ponieważ „zapłatą za grzech jest śmierć” (Rzym. 6.23), podczas Sądu Ostatecznego szatan, razem ze zmartwychwstałymi bezbożnymi, poniesie śmierć w jeziorze ognia, gdzie zginie również jakikolwiek przejaw grzechu (Ap. 20,7-10).